# الجمعية الأمريكية للأشخاص ذوي الإعاقة
الجمعية الأمريكية للأشخاص ذوي الإعاقة (AAPD) هي منظمة أمريكية غير ربحية تدافع عن الحقوق القانونية للأشخاص ذوي الإعاقة، ومقرها واشنطن العاصمة.
تتمثل مهمة الجمعية في زيادة القوة السياسية والاقتصادية للأشخاص ذوي الإعاقة. وهي تدافع عن الحقوق المدنية الكاملة لأكثر من 60 مليون أمريكي من ذوي الإعاقة، باعتبارها منظمة وطنية لذوي الإعاقة والدفاع عن حقوقهم. كما تروج الجمعية لتكافؤ الفرص والقوة الاقتصادية والمعيشة المستقلة والمشاركة السياسية للأشخاص ذوي الإعاقة.
أحد الأهداف الأساسية للجمعية الأمريكية للأشخاص ذوي الإعاقة هو تعزيز تنفيذ أحكام قانون الأمريكيين ذوي الإعاقة.

## تاريخها

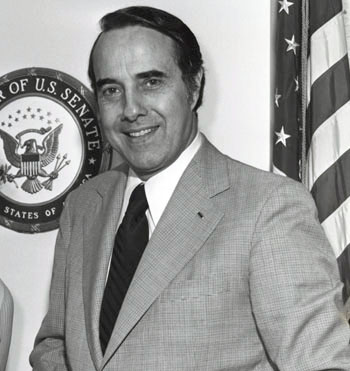
السيناتور بوب دول، أحد مؤسسي الجمعية الأمريكية للأشخاص ذوي الإعاقة.

تأسست الجمعية الأمريكية للأشخاص ذوي الإعاقة في 25 يوليو 1995 على يد بول هيرن، والسيناتور بوب دول، وجون د. كيمب، وجاستن دارت، وتوني كويلو، وبات رايت، وجيم وايزمان، وليكس فريدن، وسيلفيا ووكر، وبول مارشان، وفريد فاي، وآي. كينغ جوردن، ودينيس فيجيروا، وجودي شامبرلن، وبيل ديمبي، ودبوراه كابلان، ونانسي بلوخ، وماكس ستاركلوف، ومايك أوبيرجر، ونيل جاكوبسون، ورالف نياس، ورون هارتلي، وآخرين.